# Guthrie Govan
Guthrie Govan (Chelmsford, 27 dicembre 1971) è un chitarrista inglese.
Conosciuto principalmente per il suo lavoro con le band Asia (2001-2006), The Aristocrats, GPS e The Fellowship, ha inciso nel 2006 il suo album di debutto da solista, Erotic Cakes.
Ha collaborato con la rivista inglese Guitar Techniques ed è vincitore del premio "Guitarist of the Year" istituito dalla rivista  Guitarist Magazine.

## Biografia e carriera
Inizia a suonare la chitarra all'età di tre anni, incoraggiato dal padre. All'età di nove anni suona insieme al fratello nel programma Ace Reports del canale londinese Thames Television.
Intorno al 1991, almeno secondo la sua stessa ricostruzione, Govan manda dei demo del suo lavoro a Mike Varney della Shrapnel Records. Varney rimane impressionato e gli offre una proposta di lavoro, ma alla fine Govan rifiuta. A questo proposito, ha spiegato recentemente:  "Quello che volevo davvero sapere era se fossi stato bravo abbastanza [...] ero un po' diffidente riguardo allo shred movement".
Nel 1993 vince il premio "Guitarist of the Year" della rivista Guitarist Magazine con il suo pezzo strumentale Wonderful Slippery Thing (brano presente nel suo album solista). Il demo della canzone gli valse un posto in finale che si svolse con uno spettacolo dal vivo, che poi vinse. Successivamente, presentò una sua trascrizione di un pezzo di Shawn Lane alla rivista Guitar Techniques, e questo gli permise di avere un posto come collaboratore alla rivista, ponendo fine al periodo di lavoro in un fast food.
Comincia la sua collaborazione con gli Asia partecipando alla registrazione dell'album Aura, continuando poi con l'album del 2004, Silent Nation. Nel 2006, il tastierista degli Asia, Geoff Downes, lascia per riformare una precedente formazione degli stessi Asia; Govan e gli altri due membri della band, John Payne e Jay Schellen, crearono quindi i GPS (dalle iniziali dei loro cognomi).
Nel 2011, insieme a Marco Minnemann e Bryan Beller, fonda il gruppo rock fusion The Aristocrats di cui tuttora fa parte. Tra il 2013 e il 2016 collabora con Steven Wilson.

## Influenze e tecnica
Le prime influenze musicali per Govan furono Jimi Hendrix e l'Eric Clapton dell'era Cream; si descrive come uno da un ‘blues rock background’. Nonostante sia diffidente rispetto alla tecnica chitarristica dello shred tipica degli anni ottanta, Govan cita l'immaginazione di Steve Vai (così come Frank Zappa) e la passione di Yngwie Malmsteen come sue influenze. Elementi jazz e fusion sono inoltre una parte importante del suo stile.
È dotato di una tecnica eccellente, sofisticata e ricca di buon gusto. Perfetta fusione di jazz, rock progressive e blues.
Fa parte della nuova ondata di shredder che viene presa come punto di riferimento da scuole, accademie e college musicali.
È la naturale prosecuzione, assieme a Howe, Timmons, Kotzen e altri virtuosi, della vecchia scuola di chitarrismo (in ambito rock e rock/fusion) dominata nella generazione precedente da Allan Holdsworth, Gambale, Vai, Satriani, Malmsteen.

## Equipaggiamento
Govan ha utilizzato principalmente chitarre Suhr: la Guthrie Govan Signature Model, tre custom standard, un modello a 24 tasti. In passato ha utilizzato amplificatori Cornford: nelle note di copertina di Erotic Cakes dichiara di aver usato un RK100, un MK50 e un Hellcat.
Nei tour italiani ed europei del 2010 e 2011 ha usato amplificatori Brunetti (CustomWork Mercury 50), in sostituzione dei Cornford, all'epoca non più in produzione.
Nel mese di ottobre (2012) viene ufficialmente reclutato dal brand chitarristico Charvel, che nel 2014 immette sul mercato il suo nuovo modello signature. Per quanto riguarda l'amplificazione, da qualche anno e tuttora (2018) utilizza testate Victory (spin-off del marchio Cornford).
Il 17 dicembre 2011 durante il breve soggiorno a Roma, è stata rubata parte della strumentazione della band. 2 testate Brunetti, Il basso Warwick Streamer (1989) del fratello Seth Govan, registrazioni ancora non editate dello show al Lapsus di Torino (mai più recuperate) e altro ancora.

## Discografia

### Da solista
- 2006 – Erotic Cakes

### Con gli Asia
- 2000 – Aura
- 2004 – Silent Nation

### Con i GPS
- 2006 – Window to the Soul

### Con i The Aristocrats
- 2011 – The Aristocrats
- 2012 – Boing, We'll Do It Live!
- 2013 – Culture Clash
- 2015 – Tres caballeros
- 2019 – You Know What...?
- 2024 - Duck

### Collaborazioni
- 2012 – Docker's Guild – The Mystic Technocracy - Season 1: The Age of Ignorance
- 2013 – Steven Wilson – The Raven That Refused to Sing (And Other Stories)
- 2015 – Steven Wilson – Hand. Cannot. Erase.
- 2017 – Ayreon – The Source